# 普法尔茨地区舍瑙
普法尔茨地区舍瑙（德語：Schönau (Pfalz)），简称舍瑙（德語：Schönau，發音：[ˈʃøːnaʊ] ⓘ)），是德国莱茵兰-普法尔茨州西南普法尔茨县的市镇，面积16.35平方千米，2023年12月31日人口为409人。